# 高木波瑠
高木 波瑠（たかぎ はる、2014年〈平成26年〉4月1日 - ）は、日本の子役である。スペースクラフト所属。

## 略歴
- 2018年ごろから現在の事務所に所属し、数多くのドラマ、映画、CMに出演する。
- 2018年、ベストキッズオーディションでグランプリを受賞。
- 2020年、小学館小学一年生2020モデルでグランプリを受賞。

## 出演

### テレビドラマ
- ノーサイド・ゲーム 第3話（2019年7月21日、TBS） - 高橋雄太 役
- ランチ合コン探偵 〜恋とグルメと謎解きと〜 第6話（2020年2月13日、読売テレビ） - 桜井健斗（幼少期） 役
- テセウスの船（2020年1月19日 - 3月22日、TBS） - 田村心（幼少期） 役
- アンサング・シンデレラ 病院薬剤師の処方箋 第2話（2020年7月23日、フジテレビ） - 山口礼央 役
- キワドイ2人‐K2‐池袋署刑事課神崎・黒木（2020年9月11日 - 10月16日、TBS） - 神崎隆一（幼少期） 役
- 危険なビーナス 第6話（2020年11月15日、TBS） - 矢神明人（幼少期） 役
- コールドケース3 -真実の扉- 第8話（2021年1月30日、WOWOW 連続ドラマW） - 灰原海斗 役
- ホリミヤ（2021年2月16日 - 3月31日、毎日放送・TBS） - 堀創太 役
- 大河ドラマ（NHK総合）
  - 青天を衝け 第2話 - 第5話（2021年2月21日 - 3月14日） - 尾高平九郎（幼少期） 役
  - 光る君へ 第8話・第10話・第11話（2024年2月25日・3月10日・3月17日） - 懐仁親王（幼少期） 役
  - べらぼう〜蔦重栄華乃夢噺〜 第1話（2025年1月5日） - 柯理 役
- ナイト・ドクター 第3話（2021年7月5日、フジテレビ） - 桜庭瞬（幼少期） 役
- プロミス・シンデレラ 第3話・第4話・第6話（2021年7月27日・8月3日・17日、TBS） - 片岡壱成（幼少期） 役
- 卒業タイムリミット 第8話（2022年4月14日、NHK総合） - 秀樹 役
- 恋なんて、本気でやってどうするの? 第3話・第8話（2022年5月2日・6月6日、関西テレビ・フジテレビ） - 長峰柊麿（幼少期） 役
- 夕暮れに、手をつなぐ 第1話（2023年1月17日、TBS） - 矢野翔太（幼少期） 役
- 超人間要塞ヒロシ戦記 第4話・第7話（2023年2月16日・2月22日、NHK総合） - トオル・マキシム（幼少期） 役
- 犬と屑 第6話・最終話（2023年7月14日・7月28日、毎日放送） - 桜庭陽真（幼少期） 役
- 彼女たちの犯罪（2023年7月20日 - 9月22日、読売テレビ・日本テレビ） - 熊沢大輔 役[2]
- 紅さすライフ 第2話・第3話（2023年8月1日・8月8日、日本テレビ） - 北條雅人（幼少期） 役
- やわ男とカタ子 第4話（2023年8月28日、テレビ東京） - 片桐松太（幼少期） 役
- 君が死ぬまであと100日 第7話（2023年12月4日、日本テレビ） - 小野寺いつき（幼少期） 役
- 新空港占拠 第1話・第8話（2024年1月13日、日本テレビ） - 武蔵三郎（幼少期） 役
- Re:リベンジ-欲望の果てに- 第1話（2024年4月11日、フジテレビ） - 天堂海斗（幼少期） 役
- ビリオン×スクール（2024年7月5日 - 9月13日、フジテレビ） - 加賀美零（幼少期） 役[3]
- 仮面ライダーガヴ（2024年9月1日 - 、テレビ朝日） - 幼いショウマ 役[4]
- スロウトレイン（2025年1月2日、TBS） - 渋谷潮（幼少期） 役
- 119エマージェンシーコール 第1話、第9話（2025年1月13日、フジテレビ） - 兼下光 役
- DOPE 麻薬取締部特捜課（2025年7月4日 - 、TBS） - 才木優人（幼少期） 役[5]

### 映画
- 劇場版 仮面ライダージオウ Over Quartzer（2019年7月26日公開） - 幼少ソウゴ 役
- おとなの事情～スマホをのぞいたら～（2021年1月8日公開） - 園山はる 役
- 劇場版 ホリミヤ（2021年2月5日公開、新宿バルト9 他） - 堀創太 役
- おとななじみ（2023年5月12日公開、東映）　‐主演・青山春（幼少期） 役

### TV
- ゴー!ゴー!キッチン戦隊クックルン（2021年3月29日 - 2024年3月27日　NHK Eテレ） - クラム役 レギュラー出演

### 雑誌
- 主婦と生活社「CHANTO」
- 講談社「テレビマガジン」
- 小学館「小学一年生」2020年度モデル グランプリ

### 広告
- 京都丸紅「七五三」モデル
- EPSON「カラリオ」
- 小柳建設
- 総合地所「ルネシリーズ」横浜戸塚
- アクセンチュア
- CANON「EC811」
- AOKI「新作スーツ・ジャケット・フォーマル・カジュアル」
- ロゴス コーポレーション 2020年度キービジュアルモデル
- エポック社「はじめてのシルバニアファミリー」
- 四国電力 IH上手は暮らし上手篇～よんでんeストーリーズ～
- エーザイ「ザーネクリーム」ザーネさんといっしょ篇
- NTT西日本　いま始めれば ちょっと違う Tomorrow（2021年）
  - 「トモロー登場」篇
  - 「ニューノーマル時代の働き方」篇
  - 「パソコン作業の視える化」篇

### スチール
- ハピリィ フォトスタジオ モデル
- ハートフィール（子供服）モデル
- AEON「七五三」
- ハツコエンドウ 七五三

### MV
- 笹川美和「あなたと笑う」

### その他
- BEST KIDS AUDITION 2018 グランプリ受賞
- 乃木坂46 2019年LIVE映像